# Rostropycnodus
Rostropycnodus gayeti è una specie estinta di pesci ossei, appartenente ai picnodonti. Visse nel Cretaceo superiore (Cenomaniano) e i suoi resti fossili sono stati ritrovati in Libano. 

## Descrizione
Questa specie si caratterizza per un muso molto allungato, che forma un rostro che sporge oltre il livello della mandibola. La parte anteriore del rostro è formata sia dal prefrontale che dal premascellare, con la punta anteriore del prefrontale provvista di quattro piccole spine. Il frontale è dotato di un lungo corno appuntito, mentre il dermosupraoccipitale forma un processo nucale.
La mandibola è di dimensioni ridotte. Il preopercolo è molto più grande rispetto alla parte esposta dello iomandibolare-dermoiomandibolare. Il cleitro è ipertrofico, con un lungo e ampio ramo ventrale. La spina pettorale è corta e robusta, supportata da due grandi postcleitri. La colonna vertebrale presenta 17 spine neurali e 17 spine emali prima della serie epicordale e ipocordale. La pinna dorsale possiede 6 pterigiofori, mentre la pinna anale è dotata di una lunga e robusta spina iniziale seguita da 4 raggi molli corti. Lo scheletro caudale è formato da 6 elementi epicordali e 7 ipocordali, con gli ultimi tre ipocordali moderatamente allargati. La pinna caudale ha 21 raggi e un margine posteriore convesso.
Il corpo è completamente ricoperto da grandi scaglie tubercolate, con un margine anteriore spinoso.

## Classificazione
Rostropycnodus gayeti è stato descritto per la prima volta nel 2013. Secondo lo studio, questo genere appartiene alla famiglia Gladiopycnodontidae, un gruppo di pesci ossei caratteristici del Cretaceo, noti per le loro specializzazioni morfologiche.
Il nome del genere deriva dal latino rostrum (rostro), unito a Pycnodus (il genere tipo dei picnodonti), in riferimento alla sua peculiare struttura. Il nome della specie è dedicato a Mireille Gayet, paleontologa francese che ha contribuito in modo significativo allo studio della fauna ittica del Cretaceo del Libano.
L'olotipo, catalogato come CLC S-608a, b, è costituito da un esemplare quasi completo. Il rostro e la pinna caudale risultano mancanti. La lunghezza totale dell'esemplare è di 47,3 mm.
I fossili di Rostropycnodus gayeti provengono dai sedimenti marini del Cenomaniano superiore di Haqel, in Libano, un'area rinomata per la sua eccezionale conservazione dei pesci fossili.